# 東京Twin Parks
東京Twin Parks（日语：／）是日本東京都港區東新橋一丁目汐留地區內的雙子塔分售式超高層公寓。
位於舊JR汐留貨物站舊址。建物東側有廣大的東京都立濱離宮恩賜庭園。

## 概要

### 賣主（地產商）
- 三菱地所
- 三井不動產
- 住友不動產
- 东京建物
- 歐力士
- 住友商事
- 三井物產
- 平和不動產（日语：平和不動産）

### 販售企業
- 三菱地所不動產服務（日语：三菱地所リアルエステートサービス）
- 三井不動產販賣（日语：三井不動産リアルティ）
- 住友不動產販賣（日语：住友不動産販売）
- 東京建物不動產販賣（日语：東京建物不動産販売）

### 管理企業
- 三井不動產Residential Service（日语：三井不動産レジデンシャルサービス）

### 販賣戶數
- 總戶數 - 1,000戶[2]
  - 左棟 - 577戶
  - 右棟 - 423戶

### 分售價格
- 3,010萬日圓～6億500萬日圓

## 交通
- 都營大江戶線「汐留」站步行2分
- 百合鷗號「汐留」站步行3分
- JR山手線「濱松町」站步行6分
- JR山手線「新橋」站步行8分